# Bundesstraße 297
Die Bundesstraße 297 (Abkürzung: B 297) ist eine 60 km lange Bundesstraße, die in Baden-Württemberg innerhalb der Regierungsbezirke Stuttgart und Tübingen verläuft und von Lorch nach Kirchentellinsfurt führt. Dabei durchquert sie Göppingen, Kirchheim unter Teck und Nürtingen, wobei der Abschnitt von der A8-AS Kirchheim-Teck-West durch Reudern und die Innenstadt von Nürtingen bis zur B313 als eine Ausgleichsmaßnahme für die Aufstufung der Landesstraße 1115 zur Bundesstraße 328 zu einer Landesstraße wurde.

## Verlauf
In Lorch besteht Anschluss an die B 29, in Göppingen an die Bundesstraße 10, in Kirchheim an die Bundesautobahn 8. Nach Pliezhausen mündet die B 297 in die vierspurige B 27, die weiter nach Tübingen verläuft.

## Geschichte
Der Generalverkehrsplan von 1965 sah vor, den Abschnitt zwischen Remstal und Filstal auf einer weiter östlich gelegenen Trasse vollständig neu zu bauen, unter Beibehaltung des zweispurigen Ausbaustandes. Die Trasse sollte mit einer höhenfreien Anschlussstelle an der neuen B 29 zwischen Lorch und Schwäbisch Gmünd beginnen, durch das Beutental an Wäschenbeuren vorbeiführen, und östlich von Göppingen an die neue B 10 anschließen. Diese Planungen wurden unter Erwägungen des Landschaftsschutzes aufgegeben. Zwischen Göppingen und Kirchheim war ebenfalls eine Neutrassierung vorgesehen, die nicht verwirklicht wurde. Die Bundesstraße sollte damit, zusammen mit der B 298, Teil einer Nord-Süd-Verbindung zwischen der A 6 und der A 8 werden.
Auf dem Abschnitt Lorch–Göppingen hat laut offiziellen Zählungen seit Einführung der Lkw-Maut auf Bundesautobahnen 2005 die Zahl der täglichen Fahrten schwerer Lkw sich von 690 auf 812 erhöht. Laut der Gemeinde Wäschenbeuren wurden sogar mehr als 1.110 Lkw pro Tag gezählt, wobei hier unklar ist, ob nur mautpflichtige oder alle Lkw gezählt wurden.
Bei Lorch verlief die Trasse bis Juli 2008 nur wenige hundert Meter, jedoch mit großem Höhenunterschied, an der bestehenden Anschlussstelle der B 29 vorbei, dann jedoch durch den Ort durch, so dass bis zur B 29 ein Weg von etwa 3 km zurückzulegen war. Hier wurde ein Direktanschluss an die vorhandene Anschlussstelle der B 29 gebaut, der diesen Weg auf rund 1 km abkürzte und die Durchfahrt durch Lorch unnötig machte. Die alte Straße wurde anschließend zurückgebaut. Die Kosten dieser Maßnahmen betrugen rund sechs Millionen Euro. Kostensteigernd waren hier drei Brückenbauwerke und eine aufwändige Hangsicherung gegen Abrutschungen, die wegen des Knollenmergels nötig wurde.